# Клеоме
Клео́ме, Клеома (лат. Cleome) — род однолетних или двулетних растений семейства Клеомовые (Cleomaceae). Распространение рода почти космополитично — растения произрастают в умеренных и тёплых областях земного шара.

## Ботаническое описание
Многолетние и однолетние травянистые или полукустарниковые растения.
Стебли большей частью разветвленные, коротко железисто-опушенные.
Листья простые или сложные с удлиненно-линейными, цельнокрайными листочками, расположены в очередном порядке. Верхушечные листья цельные, небольшие.
Цветки правильные, в верхушечных кистях на длинных цветоносах, белые, жёлтые, розовые или пурпуровые.
Плод — одногнездная, многосемянная, стручковидная коробочка до 3 см длиной.

## Классификация

### Таксономия
Иногда этот и ряд близких родов помещают в семейства Каперсовые (Capparaceae) или Капустные (Brassicaceae). В 2007 году группой ботаников было проведено генетическое исследование в результате которого эти рода включают в собственное семейство Клеомовые (Cleomaceae).
|  |                                      |  |                                                             |                                                             |                     |  | ещё 14 семейств (согласно Системе APG II) |               |               |                 |
|  |                                      |  |                                                             |                                                             |                     |  |                                           |               |               | около 200 видов |
|  |                                      |  |                                                             | порядок Капустоцветные                                      |                     |  |                                           |               | род Клеоме    |                 |
|  |                                      |  |                                                             | порядок Капустоцветные                                      |                     |  |                                           |               | род Клеоме    |                 |
|  | отдел Цветковые, или Покрытосеменные |  |                                                             |                                                             | семейство Клеомовые |  |                                           |               |               |                 |
|  | отдел Цветковые, или Покрытосеменные |  |                                                             |                                                             |                     |  |                                           |               |               |                 |
|  |                                      |  | ещё 44 порядка цветковых растений (согласно Системе APG II) | ещё 44 порядка цветковых растений (согласно Системе APG II) |                     |  |                                           | ещё 8—9 родов | ещё 8—9 родов |                 |
|  |                                      |  |                                                             | ещё 44 порядка цветковых растений (согласно Системе APG II) |                     |  |                                           |               | ещё 8—9 родов |                 |

### Виды
Последние генетические исследования не смогли однозначно отделить род Клеоме от родов Podandrogyne и Polanisia, поэтому некоторые ботаники рассматривают последние два рода как часть рода Клеоме sensu lato, при этом в роду оказывается примерно 275 видов растений.
По информации базы данных The Plant List (2013), род включает 206 видов. Некоторые из них:
- Cleome augustinensis (Hochr.) Briq. Эндемик Мадагаскара
- Cleome gynandra L. — Мозамби, или Клеоме тычинко-пестичная [syn.  Gynandropsis gynandra (L.) Briq. — Гинандропис тычинко-пестичный]
- Cleome iberica DC. [syn.  Cleome canescens Stev. ex DC. — Клеоме сероватая] [syn.  Cleome donetzica Tzvelev — Клеоме донецкая][3]. По данным Большой российской энциклопедии (2009), это единственный дикорастущий вид рода Клеоме на территории России[3]
- Cleome ornithopodioides L. typus[4] — Клеома орнитопусовидная
- Cleome socotrana Balf.f. Эндемик Сокотры
- Cleome spinosa Jacq. — Клеоме колючая, или Клеоме красивая[3]
- Cleome viridiflora Schreb. [syn.  Cleome gigantea L. — Клеоме гигантская]